# Plora, terra estimada
Plora, terra estimada (títol original: Cry, the Beloved Country) és una pel·lícula estatunidenco- sud-africana dirigida per Darrell Roodt, estrenada l'any 1995. Ha estat doblada al català.
El film està tret de la novel·la Cry, the Beloved Country (1948) d'Alan Paton, que denuncia la segregació racial de la qual són víctimes els negres al començament de l'apartheid a Sud-àfrica.
És un remake del film homònim dirigida l'any 1952 per Zoltan Korda, amb Canada Lee, Sidney Poitier i Charles Carson.

## Argument
El jove pastor Stephen Kumalo (James Earl Jones) va a Johannesburg per trobar-hi el seu fill desaparegut. Arribat allà baix troba la misèria i descobreix que el seu fill ha esdevingut un criminal investigat per homicidi, i que la seva germana ha estat obligada a prostituir-se.

## Repartiment
- James Earl Jones: Stephen Kumalo
- Richard Harris: James Jarvis
- Charles S. Dutton: John Kumalo, germà de Stephen
- Vusi Kunene: Reverend Msimangu
- Tsholofelo Wechoemang: el nen
- Ramalao Makhene:
- John Whiteley: Pare Vincent
- Dolly Rathebe: Sra. Kumalo, dona de Stephen
- Jennifer Steyn: Mary Jarvis, dona d'Arthur
- Eric Miyeni: Absolom Kumalo

## Al voltant de la pel·lícula

### Context històric
La política d'apartheid volia la realització institucional d'una política i d'una pràctica fins aleshores empírica de segregació racial, elaborada a Sud-àfrica des de la fundació de la colònia del Cap l'any 1652. Amb l'apartheid, la unificació territorial (a continuació la nacionalitat) i l'estatus social depenent de l'estatus racial de l'individu.

### Rebuda
- El film ha informat 676.525 $ als Estats Units.[3]
- El film té un 79 % en el lloc Rotten Tomatoes[4] i és avaluat amb 2 estrelles sobre 4 en el lloc Allociné.[5]

La revista Télérama ha escrit la critica següent :
| « | Vuit anys després de l'abolició de l'apartheid, el director no arriba ni a reviure la universalitat de la novel·la, ni a portar-la cap al balanç-memorial d'una era (afortunadament) passada. » — Louis Guichard | » |

A més, el critic americà del Chicago Sun-Times va escriure :
| « | Plora, terra estimada reflecteix el sentimentalisme qui motiva molta gent, però fracassa en mostrar el que era viure a Sud-àfrica, el que ha passat i el que és avui. » — Roger Ebert, Chicago Sun-Times, 20 de desembre de 1995 | » |

### Banda original
La banda original ha estat composta per John Barry :
1. Letter
2. Beginning of the Journey
3. Train to Johannesburg
4. You've Been Robbed
5. Emaxambeni - Havana Swingsters
6. I've Been a Bad Woman!!
7. Is It My Son?
8. He Was Our Only Child
9. What Sort of Life Did They Lead
10. Hamba Notsokolo - Dorothy Masuka
11. Bastards -- Bloody Bastards
12. Did It Seem Heavy?
13. Cry, Cry the Beloved Country
14. Crist, Forsake Me Not
15. Boys Club
16. We Taught Him Nothing
17. Amazing Grace - Ladysmith Black Mambazo
18. Go Well Umfundisi
19. Do Not Spoil My Pleasure
20. It Is My Son -- That Killed Your Son

La cantant Enya ha compost i interpretat, amb lletra de Roma Ryan, la cançó "Exile" l'any 1991, represa al film.

## Premis i nominacions

### Premis
- Premis Kansas City Film Critics Circle: millor actor (James Earl Jones)

### Nominacions
- Premis Image: millor film; millor actor en un paper principal (James Earl Jones); millor actor en un paper secundari (Charles S. Dutton)
- Premis Screen Actors Guild: millor actor en un paper principal (James Earl Jones)